# Pointe Giordani
Pour les articles homonymes, voir Giordani.
La pointe Giordani (Punta Giordani en italien) est un sommet des Alpes pennines culminant à 4 046 m d'altitude dans le mont Rose. Son accès est possible par les refuges suivants :
- refuge Città di Mantova 3 498 m ;
- refuge Città di Vigevano 2 864 m ;
- refuge Gabiet 2 375 m.
- refuge Gnifetti 3 647 m